# Ananiáš Lakedaimónský
Svatý Ananiáš (světským jménem: Anastasios Lampardes; † 15. dubna 1764, Mystras) byl řecký pravoslavný duchovní, biskup, metropolita lakedaimónský a mučedník.

## Život
Narodil se na počátku 18. století do šlechtické rodiny v Dimitsaně. Jeho otec se jmenoval Theofilos.
Vzdělání získal v monastýru Philosophos. Byl postřižen na monacha se jménem Ananias. Byl rukopoložen na hierodiakona a jeromonacha.
Roku 1741 byl zvolen a vysvěcen na biskupa karyoupoliského na poloostrově Mani. Roku 1747 byl ustanoven metropolitou dimitsanským. Od února 1750 působil na lakedaimonské biskupské katedře.
Roku 1755 napsal pojednání o Spartě a metropolii.
Byl velmi vzdělaný, pevný v názorech a laskavý. Řecký lid jej respektoval, ale Turci jej vnímali jako nepřítele. Podporoval hnutí pro osvobození Řeků a stal se hlavou vůdců odboje na Peloponésu.
Měl silné vazby na jeruzalémský a alexandrijský patriarchát. Spolu s konstantinopolským patriarchou Kyrillem V., který pobýval v Dimitsaně, kázal o národním osvobození a zakládal školy.
Roku 1762 byl pozván do Konstantinopole, kde musel předstoupit před velkovezíra a popsat mu situaci na Peloponésu. Podařilo se mu získat ochranu pro křesťany.
Ve snaze oslabit Osmanskou říši a vytvořit proruský nezávislý řecký stát byli ruští emisaři carevny Kateřiny II. Veliké v polovině 60. let 18. století posláni na Peloponés. Zde uzavřeli pakt s místními nejsilnějšími vojenskými vůdci. Na shromáždění v Kalamatě metropolita Ananiáš požehnal povstání.
Byl rádcem velitelů a vojáků, kteří pracovali na odboji.
Brzy byl obviněn za spiknutí proti Osmanské říši. Mnoho lidí jej chtělo zachránit, ale metropolita odmítl pomoc. Po bohoslužbě byl zatčen vojáky a odveden na místo popravy. Byla mu useknuta hlava a jeho tělo bylo pohozeno na ulici ve městě Mystras. Poté bylo po třech dnech křesťany odneseno a pohřbeno. Jeho hlava byla odvezena vojáky k vezírovi.

## Svatořečení
Byl uctíván jako místně uctívaný světec metropolie Monemvasia a Sparta Řecké pravoslavné církve.
Dne 14. června 2022 jej Svatý synod Konstantinopolského patriarchátu zařadil mezi svaté pro celocírkevní úctu.